# Thomas Maria Renz
Thomas Maria Renz (ur. 9 grudnia 1957 w Monachium) – niemiecki duchowny rzymskokatolicki, biskup pomocniczy Rottenburga-Stuttgartu od 1997.

## Życiorys
Święcenia kapłańskie otrzymał 8 października 1984. 29 kwietnia 1997 papież Jan Paweł II mianował go biskupem pomocniczym diecezji rottenbursko-stuttgarckiej, ze stolicą tytularną Rucuma. Sakry biskupiej udzielił mu ówczesny ordynariusz Stuttgartu - bp Walter Kasper.